# Cabralia judsoni
Cabralia judsoni är en fjärilsart som beskrevs av William Schaus 1933. Cabralia judsoni ingår i släktet Cabralia och familjen nattflyn. Inga underarter finns listade i Catalogue of Life.